# Ministère du Bien-être social et de la Jeunesse
Le ministère du Bien-être social et de la Jeunesse du Québec est un ministère du gouvernement québécois qui existe de 1946 à 1970. Celui-ci a pour mission de veiller au bien-être social de la population et d'aider la jeunesse dans la préparation et l'orientation de son avenir. Une caisse de l'éducation est créée pour financer la construction de nouvelles écoles et l'administration du nouveau ministère.

## Historique
Le ministère est créé sous le gouvernement de Maurice Duplessis en tant que département (ministère) du Bien-être social et de la Jeunesse, le 17 avril 1946. Le premier titulaire est Paul Sauvé, assermenté le 18 septembre 1946,. Il occupera ce poste pendant plus que douze ans, soit jusqu'au 15 janvier 1959, jour où ce ministère est scindé en deux ministères distincts. Après cette date, le nom du ministère change de nombreuses fois.

### Ministère du Bien-être social
Le 15 janvier 1959, la section du ministère chargée du bien-être social devient le département (ministère) du Bien-être social. Celui-ci change de nom encore une fois deux ans plus tard, le 1er avril 1961, pour devenir le ministère de la Famille et du Bien-être social. Ce dernier ministère est finalement fusionné avec le ministère de la Santé, le 22 décembre 1970 pour former le nouveau ministère des Affaires sociales. 

### Ministère de la Jeunesse
Le 15 janvier 1959, la section du ministère chargée de la jeunesse devient le département (ministère) de la Jeunesse. Deux ans plus tard, le 1er avril 1961, celui-ci adopte le nom officiel de ministère de la Jeunesse. Ce ministère est finalement absorbé dans le nouveau ministère de l'Éducation, créé le 13 mai 1964. 

## Financement
Le fonds d'éducation reçoit 20 millions de dollars et est également financé avec les redevances sur les richesses naturelles. Hydro-Québec est aussi mis à contribution; un montant fixe de 2,8 millions$ est versé comme taxe d’éducation à chaque année commençant en 1946.

## Construction d'écoles
Durant le deuxième gouvernement de Maurice Duplessis, entre 1945 et 1959, 4 313 écoles élémentaires et secondaires sont construites; comprenant 21 017 classes. La plupart des écoles de rang sont fermées et remplacées par des écoles à classes multiples. En 1944-1945, ils y sont 612 896 élèves à y être inscrits. Ce nombre augmente à vitesse fulgurante, en effet, pour l'année scolaire 1958-1959, une augmentation de 58 % mène le nombre d'élèves inscrits à 1 060 996 dans les écoles catholiques et protestantes. Une nouvelle réalité apparaît également au début des années 50; les écoles étant situées dans les villages, le transport scolaire est grandement développé, même si les autobus scolaires existaient avant les années 1940s.

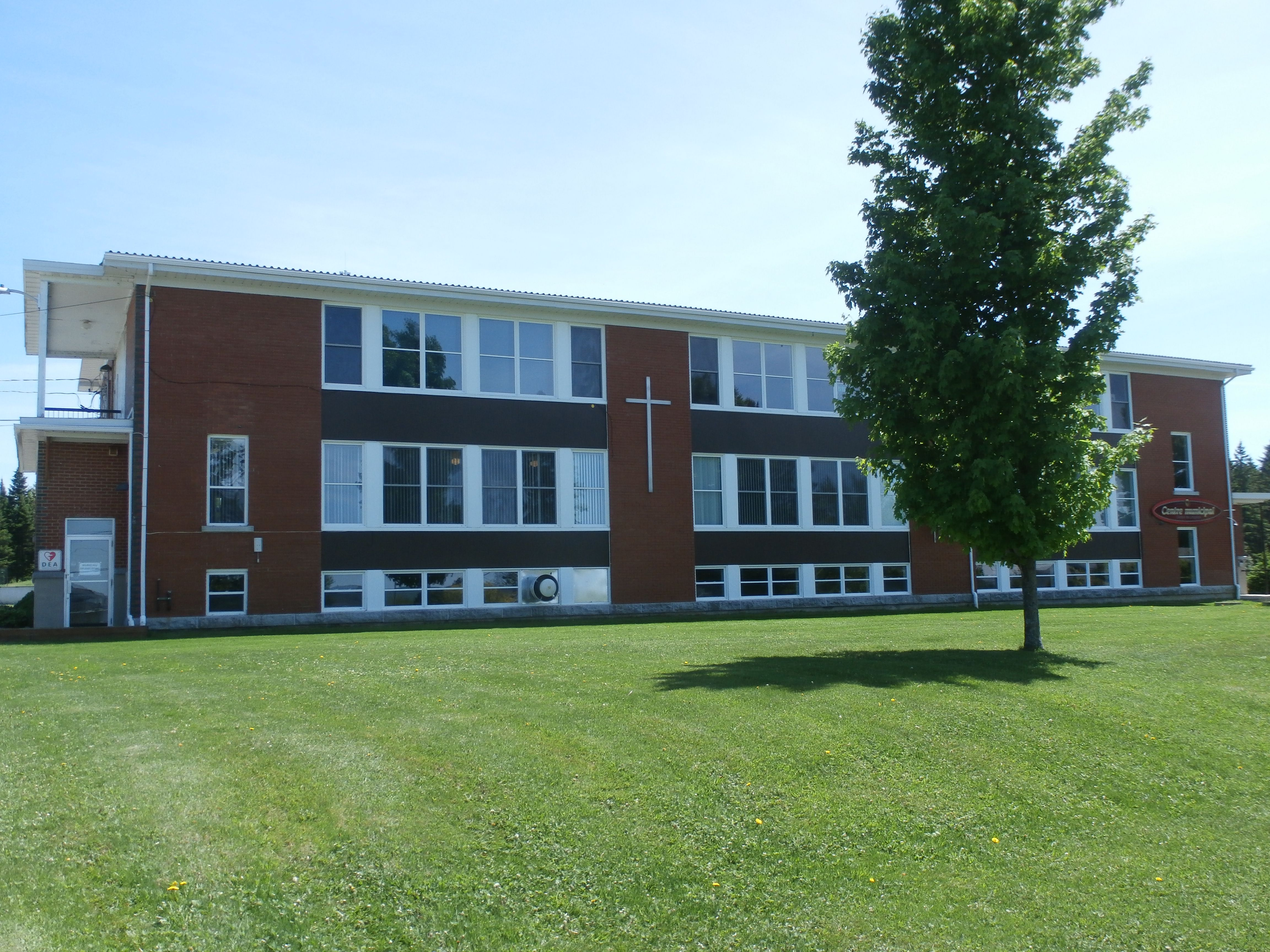
Centre municipal de Lingwick en Estrie situé dans une ancienne école des années 1950-1960 d'architecture typique, visible dans de nombreux villages du Québec.